# Mal de Byne

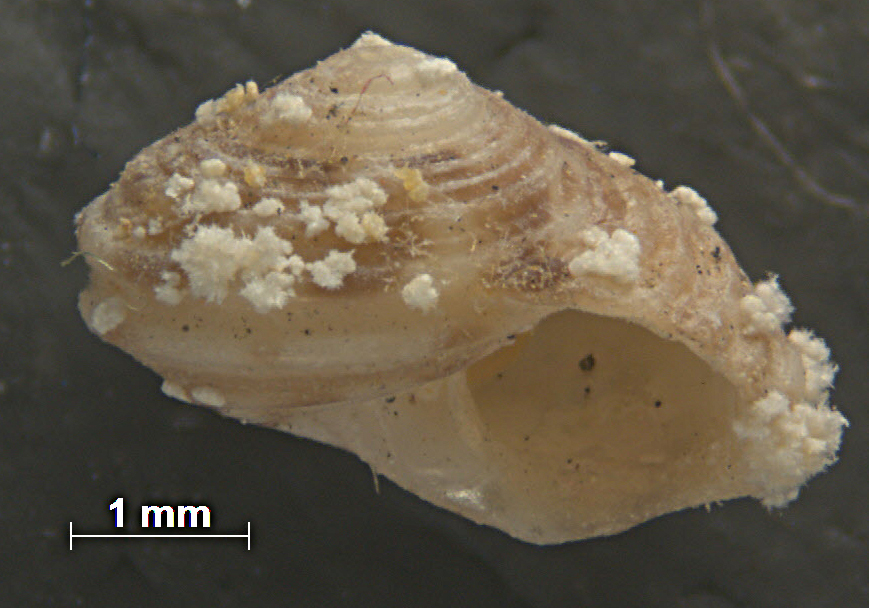
Cristais salinos acumulados sobre uma concha de gastrópode (Agathistoma viridulum) afetada pelo Mal de Byne

O Mal de Byne, também conhecido como doença de Byne ou deterioração de Byne, é um fenômeno peculiar resultante de uma reação química contínua que frequentemente afeta conchas de moluscos ou outros espécimes calcários que estão armazenadas ou em exposição por longos períodos de tempo, causando danos permanentes. Trata-se de um tipo de eflorescência salina formada pela reação de vapores ácidos com a superfície calcária do espécime, que se comporta quimicamente como uma base. A eflorescência pode às vezes se assemelhar superficialmente ao crescimento de mofo. Embora tenha sido descrita pela primeira vez no início do século XIX, a deterioração de Byne não foi bem compreendida até quase cem anos depois. O fenômeno é nomeado em homenagem a Loftus Byne, o homem conhecido por descrevê-lo no final do século XIX, mesmo que ele não tenha sido a primeira pessoa a relatá-lo na literatura. Quando da descrição, Byne erroneamente assumiu que o efeito se originava de atividade bacteriana, e ele, portanto, passou a ser denominado como um "mal" ou "doença" (ou disease, originalmente, em inglês).
Além de conchas de moluscos, vários outros espécimes de coleções de história natural são suscetíveis a esta forma de deterioração, incluindo cascas de ovos e alguns fósseis e amostras minerais compostas de carbonato de cálcio. Esse fenômeno é motivo de preocupação para pesquisadores e também qualquer pessoa que tenha uma coleção particular de espécimes desse tipo. A fim de evitar a deterioração de Byne, o uso de metal, polímeros não reativos e materiais livres de ácido de qualidade arquivística são preferidos ao papel comum, materiais à base de madeira, colas e vernizes comuns em ambientes de coleções. A manutenção de espécimes afetados inclui lavagem e secagem completa, com uma realocação subsequente para um ambiente arquivístico.

## Aparência

Cristais salinos podem se acumular sobre os exemplares afetados pelo Mal de Byne.

O Mal de Byne pode surgir como um revestimento de aparência similar a um pó branco que recobre uma concha ou outro espécime calcário. Também pode assemelhar-se a uma infestação causada por mofo. No entanto, sob ampliação, a aparência semelhante ao mofo revela-se como pequenos aglomerados cristalinos constituídos de sais.

## Histórico
Em 1839, o naturalista e malacologista britânico Thomas Brown (1785-1862) mencionou brevemente essa forma de deterioração em seu livro A Conchologist's Text-Book (O Livro-texto do Conquiliologista, em tradução livre). Agnes Kenyon também descreveu a condição em 1896, sugerindo, em suas palavras, que "partículas salinas na atmosfera estavam evidentemente exercendo um efeito corrosivo". Em 1899, o conquiliologista amador britânico e naturalista Loftus St. George Byne (1872-1947) descreveu esta condição em uma apresentação à Sociedade Conquiliológica da Grã Bretanha e Irlanda, e o fez novamente em outra apresentação em Junho do mesmo ano.
| “ | ... um desbotamento permeia primeiro o exterior de certas espécies lisas mais acentuadamente, por exemplo, Conus, Cypraea e especialmente Naticidae. Então, a eflorescência ácida cinzenta, com gosto e cheiro forte de vinagre, cobre toda a superfície como um pó, subindo sem dúvida à partir do interior, e os espécimes logo estão quase irremediavelmente arruinados. | ” |

Byne estava convencido de que ácido butírico estava presente juntamente com acetato de cálcio nas conchas afetadas, embora ele nunca tenha realmente descrito os métodos que utilizou nos ditos "testes químicos extensivos" que ele afirmava ter aplicado a esses espécimes. Entre outras conclusões, ele assumiu que o ácido butírico havia se originado de atividade bacteriana. Ele também concluiu que o efeito de deterioração "viajara de concha a concha e gaveta a gaveta", e assim a condição passou a ser chamada de "doença".
A verdadeira natureza da "doença" foi parcialmente esclarecida em 1934, quando o químico britânico John Ralph Nicholls explicou que os armários de carvalho do Museu de História Natural de Londres emitiam vapor de ácido acético, o que afetava os espécimes neles armazenados. Em 1985, quase 150 anos após o fenômeno da doença de Byne ter sido mencionado pela primeira vez na literatura, os químicos Norman H. Tennent e Thomas Baird publicaram um extenso estudo sobre o assunto. Sua análise profunda, envolvendo muitas técnicas complexas e sofisticadas, como difração de raios X, espectroscopia de infravermelho, análise termogravimétrica e espectroscopia de ressonância magnética nuclear, finalmente revelou a verdadeira natureza do processo de deterioração. Eles identificaram as substâncias envolvidas (os sais de cálcio), bem como as reações químicas que as originaram. Por fim, eles concluíram que a doença de Byne não é realmente uma doença, e é de fato causada por reações químicas simples que ocorrem na presença de vapores ácidos provenientes do ambiente imediato no qual os espécimes estão armazenados.

## Reações químicas

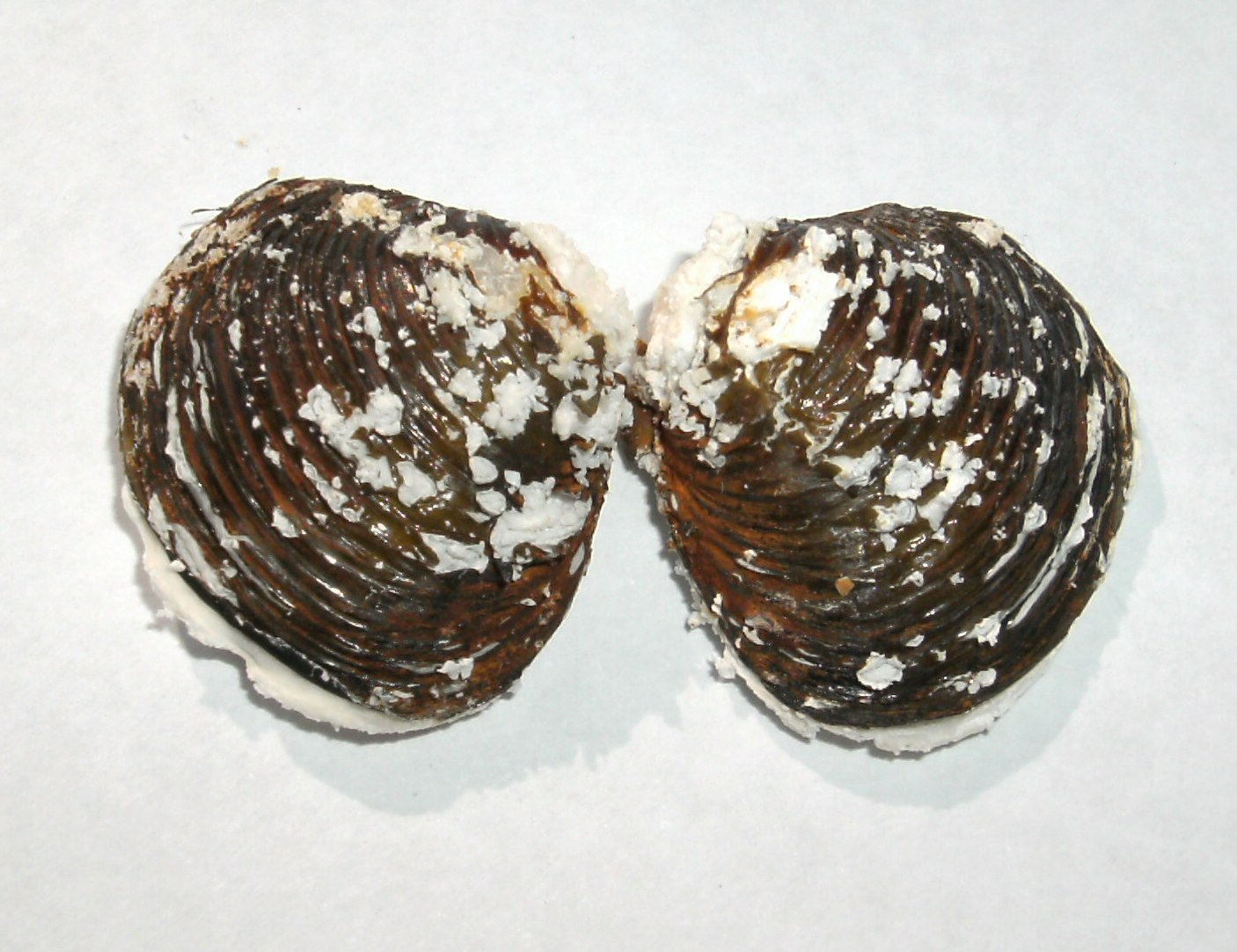
Uma concha do bivalve Corbicula fluminea que foi exposta à umidade e vapores ácidos: a eflorescência salina esbranquiçada pode ser vista cobrindo parte do espécime. Esta reação foi deliberadamente produzida sob condições extremas em laboratório

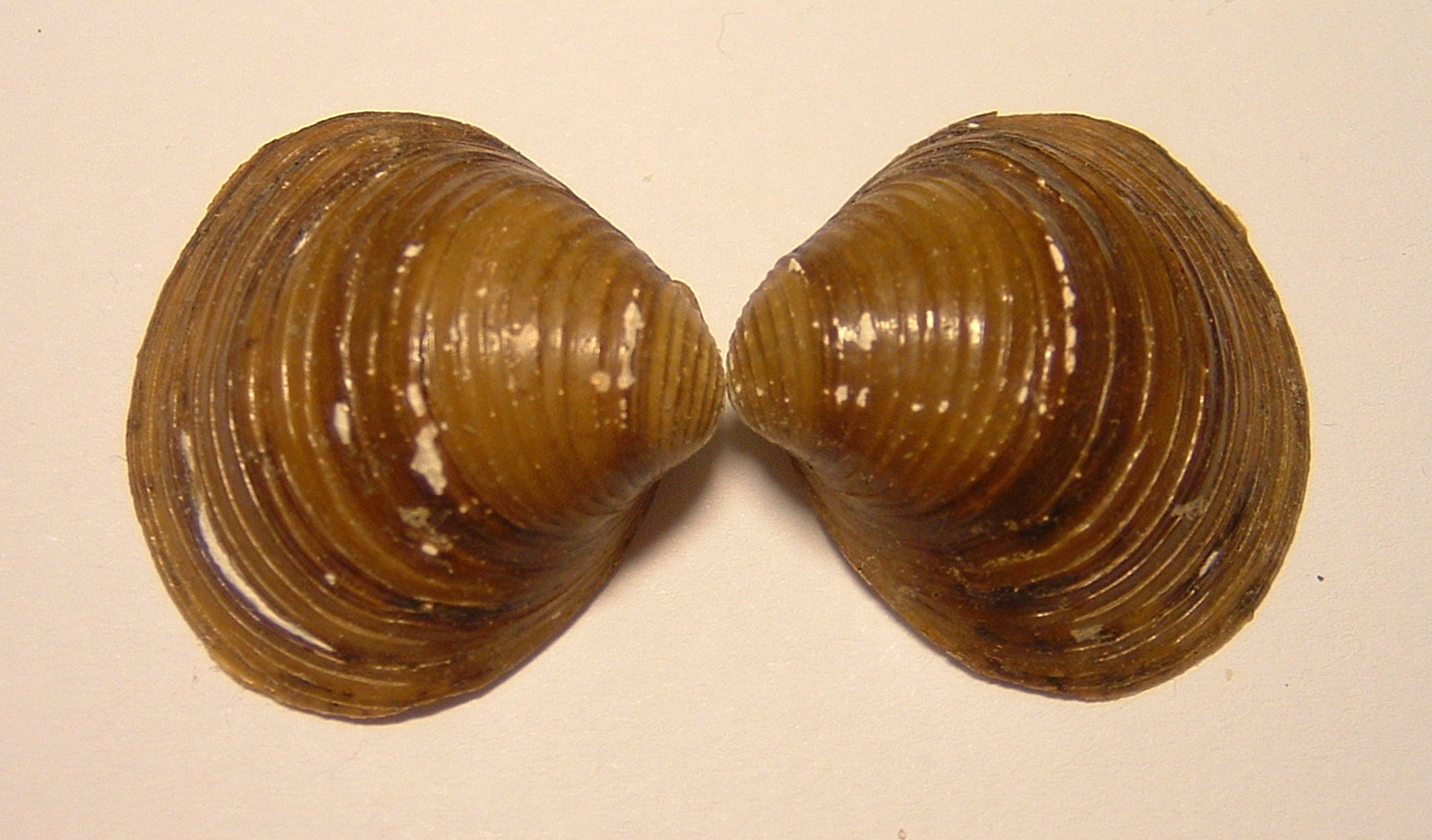
Uma concha não danificada de Corbicula fluminea

O mal de Byne geralmente se inicia quando espécimes são armazenados ou exibidos por períodos consideráveis de tempo em um espaço fechado, como em exposições museológicas permanentes. O local de armazenamento dos espécimes em si geralmente é a causa do problema: ele ocorre quando recipientes, gabinetes ou estantes de exposição são total ou parcialmente feitos de madeira, compensado ou outros produtos similares, ou quando os espécimes estão cercados de ou em contato com outros tipos de materiais que são constituídos de celulose. Tais materiais produzem compostos orgânicos voláteis ácidos com o tempo, fruto da degradação química natural de seus componentes. Outros materiais potencialmente prejudiciais incluem papelão, cartonado, papel, algodão e cortiça de qualidade não arquivística, ou  mesmo plásticos de PVC e poliuretano, que também emitem vapores ácidos. A alta umidade do ar é um fator contribuinte significativo, assim como a falta de ventilação, que permite o acúmulo dos vapores em ambientes vedados ou fechados hermeticamente. Temperaturas ambientes altas podem aumentar a velocidade das reações.
Geralmente, em gabinetes ou estantes que são total ou parcialmente feitos de madeira, a hidrólise de grupos acetil nas hemiceluloses de madeira produz ácido acético. A taxa de produção de ácido acético é proporcional à concentração de ésteres na madeira, à umidade, à temperatura e à acidez geral do ambiente. Os vapores ácidos podem também ser originados do formaldeído que pode ser encontrado na madeira como um produto de degradação da lignina. Os vapores ácidos também podem ser emitidos por resinas de formaldeído comumente utilizadas em produtos de madeira (geralmente resinas do tipo ureia-formaldeído). No primeiro caso, o ácido acético reage com o carbonato de cálcio (um dos principais componentes da água doce, conchas marinhas e terrestres, ovos de aves e outros espécimes) produzindo acetato de cálcio, um sal. O formaldeído pode ser oxidado pelo oxigênio no ar para criar ácido fórmico, que então tem basicamente a mesma função do ácido acético, reagindo com o carbonato de cálcio para produzir um sal. Os sais (acetato de cálcio e formiato de cálcio) se cristalizam sobre a superfície externa do espécime calcário, destruindo seus detalhes finos e expondo mais áreas para posterior reação. Conforme a condição progride, os cristais de sal se acumulam sobre a superfície da amostra, que se torna cada vez mais erodida.
A reação química entre o carbonato de cálcio e o ácido acético ocorre da seguinte maneira:
CaCO3 + 2CH3COOH → Ca(CH3COO)2 + H2O + CO2
A reação química entre o carbonato de cálcio e o ácido fórmico ocorre como segue:
CaCO3 + 2CH2O2 → Ca(HCOO)2 + H2O + CO2

## Prevenção e manutenção
No caso dos espécimes destinados a permanecer em qualquer recipiente para armazenamento ou exposição a longo prazo, o uso consistente de materiais de qualidade arquivística impede o desenvolvimento do Mal de Byne. Assim, materiais como gabinetes e estantes de metal, etiquetas e organizadores de papel quimicamente tratado com qualidade arquivística são usados em coleções de museus cujos itens ou espécimes são potencialmente vulneráveis a essa reação. Também vale a pena mencionar que as conchas de moluscos marinhos precisam ser lavadas completamente com água doce após a coleta para remover o sal marinho que pode estar impregnado, e então secas completamente antes de serem armazenadas. O sal marinho residual pode atrair umidade, o que torna as conchas mais vulneráveis ao Mal de Byne.
A tabela a seguir mostra materiais não arquivísticos e seus equivalentes arquivísticos:
| Materiais tradicionais não-arquivísticos                  | Materiais arquivísticos livres de acidez |
| --------------------------------------------------------- | ---------------------------------------- |
| compensado, madeira                                       | metal                                    |
| papel                                                     | papel alcalino                           |
| cartonado e papelão                                       | cartonado e papelão alcalinos            |
| algodão                                                   | fibra de poliéster                       |
| cortiça                                                   | fibra de poliéster                       |
| espuma plástica colorida                                  | espuma branca de polietileno             |
| EVA (Espuma vinílica acetinada)                           | Mylar                                    |
| tinta de caneta esferográfica, tintas comuns do dia-a-dia | tinta à base de carbono ou lápis         |
| cola comum                                                | cola arquivística                        |
| fita adesvia comum                                        | fita adesica arquivística                |
| sacos plásticos de polietileno                            | sacos plásticos de polipropileno         |

Se possível, o uso de madeira e derivados de celulose deve ser totalmente evitado. Muitos vernizes e tintas são conhecidos emissores de compostos orgânicos voláteis (COVs), alguns dos quais podem ser ácidos e, portanto, têm o potencial de danificar amostras de carbonato de cálcio. Por isso, esses revestimentos também devem ser evitados; vernizes e tintas à base de água são considerados menos nocivos e devem ser preferidos. 
Como as reações envolvidas na deterioração de Byne requerem uma certa quantidade de umidade no ar para que ocorram, tornar o ar seco mantendo a umidade relativa do ambiente sob controle é benéfico. Isto é conseguido através de um monitoramento cuidadoso da umidade relativa (utilizando instrumentos como um higrômetro), e aplicando desumidificadores quando necessário. Por vezes, sistemas simples de ar condicionado podem ser suficientes. A umidade extremamente baixa pode danificar algumas amostras, portanto recomenda-se cautela. Normalmente, uma umidade relativa mantida em torno de 50% é considerada a mais adequada.
A aplicação de materiais absorventes contendo uma base forte, como o hidróxido de potássio (KOH), dentro do ambiente de armazenamento para proteger as amostras contra a degradação também é possível. Papel de cópia ou filtro de papel impregnado com KOH são alguns exemplos de soluções de baixo custo que podem ser utilizadas. Bases fortes reagem preferencialmente com ácidos, e assim "competem" com os espécimes de carbonato de cálcio por quaisquer vapores ácidos que possam estar presentes. As bases também ajudam a reduzir a concentração geral de ácido dentro do espaço fechado. A ventilação periódia dos ambientes hermeticamente fechados também ajuda a reduzir a concentração de ácidos voláteis acumulados em seu interior, e pode contribuir para mitigar o problema. O dano causado aos espécimes não é, infelizmente, reversível; no entanto, a deterioração pode ser interrompida por lavagem ou imersão dos espécimes em água, seguido por uma secagem muito profunda. Os espécimes devem então ser realocados para um ambiente contendo apenas materiais arquivísticos.